# Vasile Tcaciuc
Vasile Tcaciuc (Romênia) foi um assassino em série (serial killer) que atraía vítimas para praticar roubos, crime após os quais matava. Ele é também chamado de o Açougueiro de Iasi.
Ele confessou ao menos 26 assassinatos (apenas 21 corpos foram encontrados), cometidos nos anos 1930, e já estava preso por roubo e assalto quando os crimes foram descobertos.
Antes de ser julgado pelos assassinatos, foi morto a tiros por um policial enquanto tentava escapar durante a reconstituição de um de seus crimes.
"Ainda hoje, mais de 70 anos após os crimes, os cientistas ainda estão tentando entender a fonte interior que foi capaz de transformar um homem em um dos assassinos mais hediondos já conhecidos", escreveu o Procuror em fevereiro de 2014.
"Aparentemente um criminoso mesquinho do período entre guerras, o homem de origem bessarabiana escondia um segredo aterrorizante", segundo o Adevarul em maio de 2013.
O A1 o descreveu como "um dos criminosos mais perigosos de todos os tempos", em julho de 2019.

## Os crimes
Em 7 de setembro de 1935, um cachorro encontrou seis corpos numa casa em Iași, na Romênia, que havia pertencido a Vasile. O novo dono do imóvel, após o cachorro mostrar sinais de agitação e tentar escavar o chão, abriu um buraco no local, onde encontrou os cadáveres. Segundo o Procuror, os corpos tinham marcas de um "sadismo atroz" e provavelmente haviam sido atingidos por um machado. Vasile confirmou depois que havia mandado fazer um machado especial, que não escorregasse das mãos. Ele também confessou ter matado outras pessoas, tendo chegado a 26 vítimas, incluindo uma criança.